# Noah Frommelt
Noah Frommelt (sinh ngày 18 tháng 12 năm 2000) là một cầu thủ bóng đá Liechtenstein, hiện đang thi đấu ở vị trí tiền vệ cho câu lạc bộ FC Kosova Zürich và Đội tuyển bóng đá quốc gia Liechtenstein.

## Sự nghiệp thi đấu
Frommelt ra mắt quốc tế cho Liechtenstein vào ngày 18 tháng 11 năm 2019, khi được tung vào sân ở phút thứ 67 trong trận thua 3-0 tại Vòng loại giải vô địch bóng đá châu Âu 2020 gặp Bosna và Hercegovina.

## Thống kê sự nghiệp

### Quốc tế
Tính đến 26 tháng 3 năm 2023
| Liechtenstein | Liechtenstein | Liechtenstein |
| Năm           | Số trận       | Bàn thắng     |
| ------------- | ------------- | ------------- |
| 2019          | 1             | 0             |
| 2020          | 4             | 0             |
| 2021          | 11            | 0             |
| 2022          | 3             | 0             |
| 2023          | 2             | 0             |
| Tổng cộng     | 21            | 0             |